# آيت سعدان (آيت إعزى)
آيت سعدان هو دُوَّار يقع بجماعة حصيا، إقليم تنغير، جهة درعة تافيلالت في المملكة المغربية. ينتمي الدوّار لمشيخة آيت إعزى التي تضم 13 دوار. يقدر عدد سكانه بـ 539 نسمة حسب الإحصاء الرسمي للسكان والسكنى لسنة 2004.

## وصلات خارجية
- البوابة الوطنية للجماعات الترابية
- المندوبية السامية للتخطيط